# 別洛耶湖 (布里亞特共和國)
51°32′32″N 107°1′58″E / 51.54222°N 107.03278°E

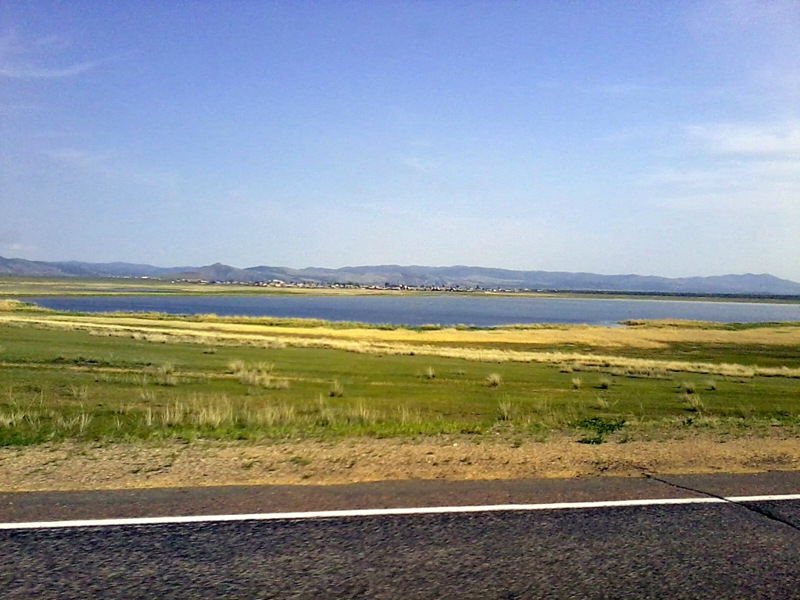

別洛耶湖（俄语：Белое），是俄羅斯的湖泊，位於該國南部，由布里亞特共和國負責管轄，長1.53公里、寬1公里，面積0.7平方公里，海拔高度525米，湖岸線長度4.5公里，平均水深1米。